# Mercados emergentes

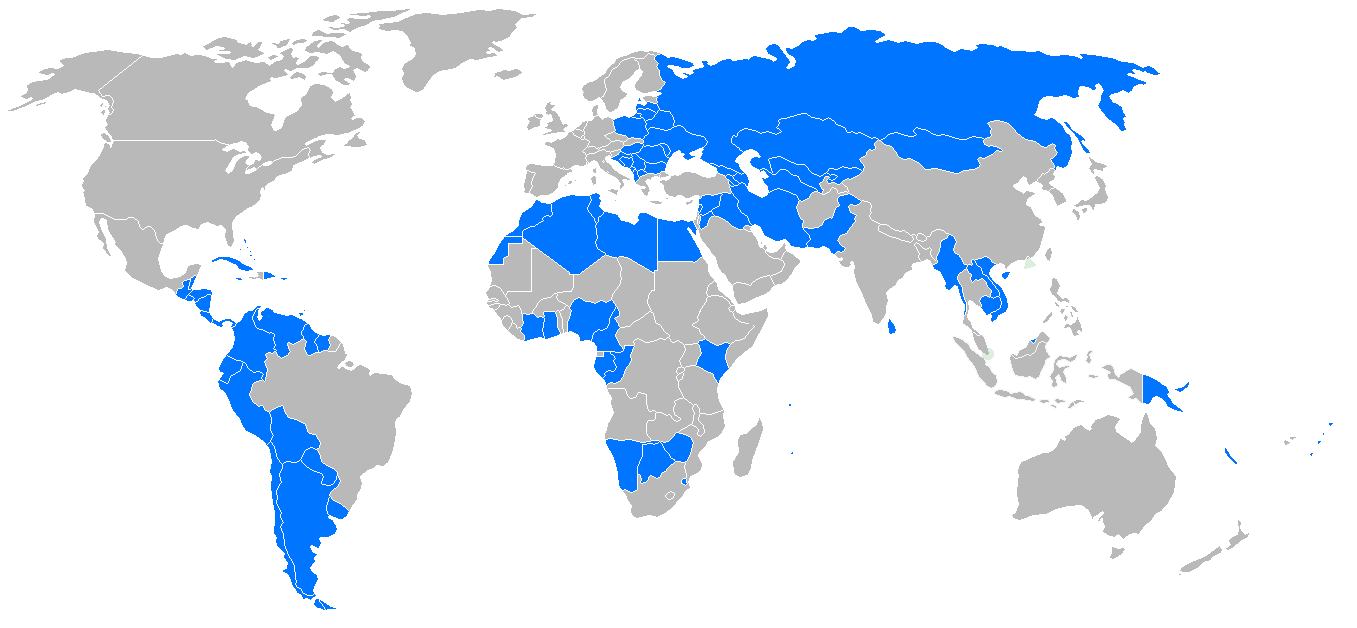
Países en desarrollo que no forman parte ni de los países menos desarrollados ni de los NIC (2007).

Un mercado emergente es un país que tiene algunas características de un mercado desarrollado, pero no cumple con los estándares para ser denominado mercado desarrollado. Esto incluye países que pueden convertirse en mercados desarrollados en el futuro o que lo fueron en el pasado. El término "mercado fronterizo" se utiliza para los países en vías de desarrollo con mercados de capital más pequeños, más riesgosos o más ilíquidos que "emergentes". Las economías de China e India se consideran los mercados emergentes más grandes. Según The Economist, muchas personas consideran que el término está desactualizado, pero ningún término nuevo ha ganado popularidad. El capital de los fondos de cobertura de mercados emergentes alcanzó un nuevo nivel récord en el primer trimestre de 2011 de $121 mil millones. Las cuatro economías emergentes y en desarrollo más grandes por PIB nominal o ajustado por PPA son los países BRICS (Brasil, Rusia, India, China y Sudáfrica). 

## Terminología
Los países en desarrollo se definen como aquellos que están experimentando un inicio de crecimiento económico y una primera fase de industrialización, y por lo tanto, se consideran fuera de los llamados países fallidos y de los países desarrollados.
El término originalmente se puso de moda en la década de los ochenta por el entonces economista del Banco Mundial Antoine van Agtmael, pero también se usa libremente como reemplazo de economías emergentes. Realmente representa un fenómeno comercial que no está del todo descrito o limitado por la geografía o poder económico; tales países se consideran en una fase de transición entre los de vía de desarrollo y desarrollados. Ejemplos de mercados emergentes incluyen China, India, algunos países de Latinoamérica (particularmente Brasil, Argentina,  Chile, Colombia, México, Perú y algunos países del Sudeste de Asia, la mayoría de los países en Europa Oriental, Rusia, algunos países en el Medio Oriente (particularmente en los Países Árabes del Golfo Pérsico), y partes de África (en especial Sudáfrica).
Destacando la naturaleza fluida de la categoría, el politólogo Ian Bremmer define un mercado emergente como "un país donde la política importa al menos tanto como la economía a los mercados."
La investigación sobre los mercados emergentes se difunde dentro de la literatura de administración. Mientras que los investigadores incluyendo C. K. Prahalad, George Haley, Hernando de Soto, Usha Haley, y varios profesores de la Escuela de Negocios de Harvard y la Escuela de Administración de Yale han descrito la actividad en países como India y China, como mercados que emergen poco comprendidos. 
De hecho, la importancia del tema ha impulsado a otros investigadores a realizar estudios más específicos sobre el impacto que estos mercados tienen dentro de las redes de aprovisionamiento y distribución internacionales. Así, investigadores como Gastón Cedillo y Agustín Pérez, han publicado análisis desde un enfoque de ingeniería de la cadena de suministro, detectando que en estos mercados (usando el caso de México) se han impulsado ajustes en el enfoque tradicional del análisis logístico que han derivado en esquemas híbridos de operación (Hybrid Supply Chains).
En el Informe de Economías Emergentes de 2008 el ¨Center for Knowledge Societies¨ define las Economías Emergentes como aquellas "regiones del mundo que están experimentando una rápida informatización en condiciones de industrialización parcial o limitada." Parece que los mercados emergentes se encuentran en el cruce entre el comportamiento de los usuarios no tradicionales, el surgimiento de nuevos grupos de usuarios de la comunidad y la adopción de productos y servicios y las innovaciones en tecnologías de productos y plataformas.
El término "economías en rápido desarrollo" está siendo usado para indicar mercados emergentes tales como los de los Emiratos Árabes Unidos, Perú y Malasia que son los que están experimentando un rápido crecimiento.
En los últimos años, nuevos términos han surgido para describir a los más grandes países en desarrollo tales como BRIC que significa Brasil, Rusia, India y China, junto con BRICS (BRIC + Sudáfrica), BRICA (BRIC + Argentina), BRICK (BRIC + Corea del Sur) y CIVETS (Colombia, Indonesia, Vietnam, Egipto, Turquía y Sudáfrica). Estos países no comparten una agenda común, pero algunos expertos creen que están disfrutando de un papel creciente en la economía mundial y sobre las plataformas políticas.
Un gran número de trabajos de investigación están en marcha en las principales universidades y escuelas de negocios para estudiar y comprender los diversos aspectos de los mercados emergentes.
Es difícil hacer una lista precisa de mercados emergentes (o desarrollados); las mejores guías tienden a ser las fuentes de información sobre inversiones como ISI Emerging Markets y The Economist o creadores de índice de mercados (tales como Morgan Stanley Capital International). Estas fuentes están bien informadas, pero la naturaleza de las fuentes de información sobre inversiones conduce a dos problemas potenciales. Uno de ellos es un elemento de la historicidad, los mercados pueden mantenerse en un índice de continuidad, aunque los países se hayan desarrollado desde entonces más allá de la fase de mercados emergentes. Posibles ejemplos de esto son Israel, Corea del Sur,, Taiwán y Polonia. Lo segundo es la simplificación inherente en la toma de un índice, los países pequeños, o países con limitada liquidez del mercado, a menudo no son considerados, por sus vecinos más grandes, un sustituto adecuado.
Las economías de Grandes Mercados Emergentes (BEM) son: Brasil, China, Colombia, Pakistán, Egipto, India, Indonesia, Argentina, Filipinas, Polonia (hasta 2018), Rusia, Sudáfrica, Corea del Sur, y Turquía.
Los países recientemente industrializados son mercados emergentes, cuyas economías aún no han llegado a los primeros puestos mundiales pero que, en el sentido macroeconómico, lo han hecho más que sus contrapartes en desarrollo.

## Lista de mercados emergentes de FTSE
El FTSE Group distingue los mercados emergentes entre Avanzados y Secundarios sobre la base de su ingreso nacional y el desarrollo de su infraestructura de mercado. Los mercados emergentes Avanzados son clasificados como tales porque son países de renta media superior a la RNB con avanzadas infraestructuras de mercado o países de altos ingresos con menores infraestructuras desarrolladas de mercado.
Los Mercados Emergentes Avanzados son (septiembre de 2016): Brasil, República Checa, Grecia, Hungría, Malasia, México, Polonia (hasta 2018), Sudáfrica, Taiwán, Tailandia y Turquía.
Los Mercados Emergentes Secundarios son mercados emergentes con ingresos GNI Medio alto, medio bajo y bajo con razonables infraestructuras de mercado de tamaño significativo y algunos países de ingreso GNI Medio alto con menos infraestructuras de mercado desarrolladas.
Los Mercados Emergentes Secundarios son: Catar, Chile, República Popular China, Colombia, Egipto, Emiratos Árabes Unidos, Filipinas, India, Indonesia, Pakistán, Perú y Rusia.

### Lista del MSCI
En 2009, MSCI Barra clasificó los siguientes 23 países como mercados emergentes:
Argentina, Brasil, Chile, China, Colombia, República Checa, Egipto, Filipinas, Hungría, India, Indonesia, Malasia, México, Marruecos, Pakistán, Perú, Polonia, Rusia, Sudáfrica, Taiwán, Tailandia, Turquía y Corea del Sur.
La lista proporcionada por The Economist era la misma, excepto por Hong Kong, Singapur y Arabia Saudita incluidas (MSCI clasifica a los dos primeros como mercados desarrollados).
En la lista de 2017 los añadidos como mercados emergentes son Arabia Saudita, Catar, Emiratos Árabes Unidos y Grecia.
En la lista de 2018 el MSCI recalificó a Argentina como «emergente», aunque en su reporte de 2021 volvió a bajarla de categoría a «mercado solitario».